# Edmond Benoît
Ne doit pas être confondu avec Edmond Benoit.
Edmond ou Édouard Benoît, né le 20 avril 1843 à La Baule-Escoublac et mort le 27 juin 1909 dans le 11e arrondissement de Paris, est un magistrat, procureur de la République, juge et président de chambre à la cour d'appel de Paris. 
Il est surtout connu pour son traitement de l'affaire de Clichy au cours de laquelle il préside le tribunal ayant relaxé les policiers responsables des violences et ayant condamné les anarchistes à de lourdes peines de trois et cinq ans de prison. Ce traitement par les trois magistrats en charge du procès, dont lui, le président, provoque le début d'une période que l'on appelle l'Ère des attentats (1892-1894), lorsqu'en guise de vengeance, les militants anarchistes Ravachol, Soubère, Jas-Béala et Simon s'associent pour viser son domicile lors de l'attentat du Boulevard Saint-Germain.   

## Biographie
Édouard Edmond Marie Joseph Benoît naît à La Baule-Escoublac le 20 avril 1843,. Il est le fils de Céline Boulanger et d'Édouard Benoît.
Benoît suit une carrière dans la magistrature et devient substitut du procureur en 1869. En 1870, il est nommé procureur au tribunal de première instance de Châteaubriant. Il devient ensuite substitut du procureur général à Angers, puis substitut au tribunal de première instance de Vannes. En 1876, il est promu procureur au tribunal de première instance de Quimperlé. Deux ans plus tard, en 1878, il reprend cette fonction à Vannes. En 1880, il est nommé procureur au tribunal de première instance de Troyes.
En 1882, Benoît accède au poste de juge d'instruction au tribunal de première instance de la Seine. En 1887, il devient conseiller à la Cour d'appel de Paris. 

### Affaire de Clichy

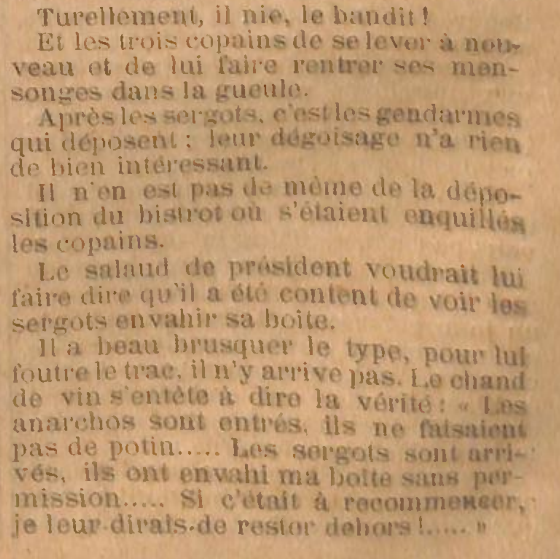
Le Père Peinard sur ses actions lors du procès (6 septembre 1891)

Le 1er mai 1891, un groupe d'anarchistes se réunit à Levallois-Perret pour manifester pacifiquement et se dirige vers Clichy. Le commissaire de police de Levallois-Perret tente de les intercepter avec ses agents, tandis que celui de Clichy refuse d'intervenir en ne les considérant pas comme un trouble outre mesure. Les anarchistes arrêtent la manifestation et se retirent chez un marchand de vins. Le commissaire de police de Levallois-Perret pénètre alors sur la circonscription de son voisin et cherche à se saisir du drapeau rouge que le groupe a amené chez le marchand. Une bataille se déclare et des coups de feux sont échangés, avant que la police ne tire sur les manifestants en fuite et saisisse trois d'entre eux, Henri Decamps, Charles Dardare et Louis Léveillé, qui sont emmenés au poste de police puis sont battus par la police - l'un d'entre eux manque de se faire tuer au sabre par un policier. 
Benoît est président du tribunal chargé du procès pénal, qui se déroule en août de la même année. Le procureur, Léon Bulot, demande la peine de mort pour les trois anarchistes et juge peu de cas de leur défense. Le tribunal les condamne à des peines exceptionnellement lourdes par rapport aux accusations pesant sur eux lorsque Decamps et Dardare écopent de trois et cinq ans de prison,.

### Attentat du Boulevard Saint-Germain

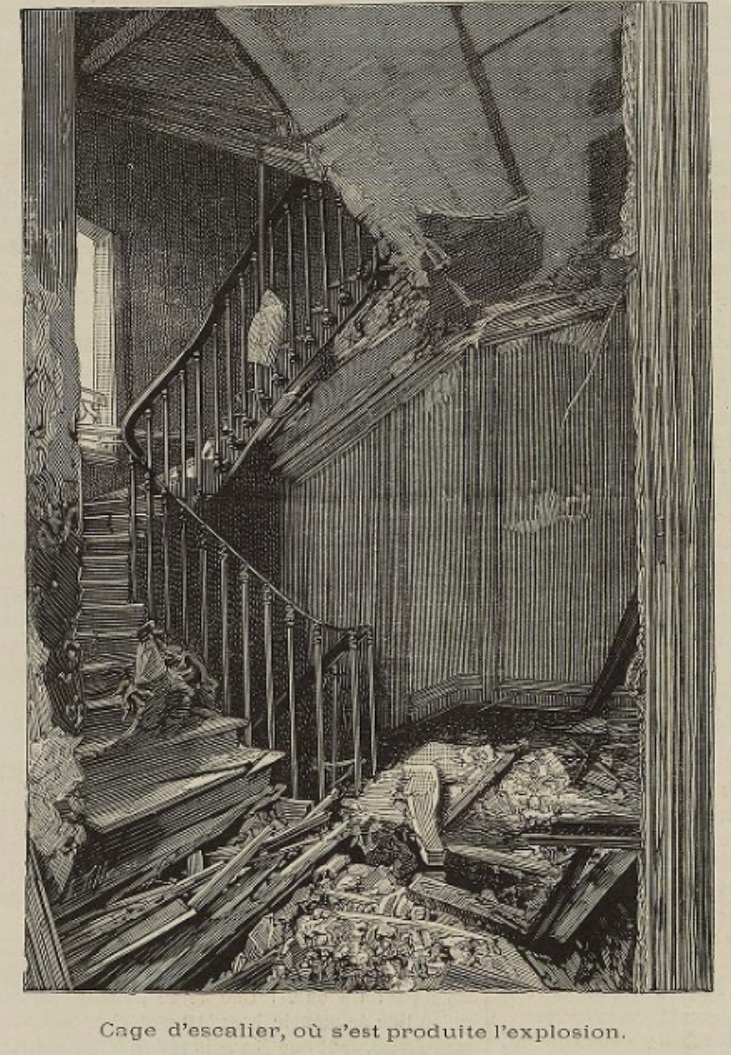
Représentation de l'attentat du Boulevard Saint-Germain dans L'Illustration (19 mars 1892)

L'affaire de Clichy provoque l'indignation d'un « grand nombre de personnes ordinaires »  qui sont sensibles par la violence étatique visant les anarchistes, mais ces derniers sont les plus particulièrement impactés,. L'événement, la police venant prendre le drapeau d'une manifestation pacifique de force, le fait que les arrêtés soient battus et le traitement de l'affaire par la justice provoque une onde de choc chez les anarchistes en France,.
Pendant cette période, les anarchistes sont en effet impliqués dans des actes de propagande par le fait — une stratégie visant à transmettre des idées par l'action au lieu du discours — et qui se manifeste, entre autres, dans des actions de nature terroriste, en particulier les assassinats de personnalités politiques ou les attentats à la bombe ciblant des symboles. L'affaire de Clichy achève de convaincre un certain nombre d'anarchistes que la vengeance ciblant les responsables de leur répression serait légitime,.
Ainsi, Ravachol, un militant anarchiste stéphanois en fuite se trouvant à Paris y rencontre l'épouse de Henri Decamps. Ce contact le convainc de chercher à viser les magistrats responsables du procès. Le 11 mars 1892, Ravachol et d'autres complices, comme Rosalie Soubère, Joseph Jas-Béala ou Charles Simon effectuent l'attentat du Boulevard Saint-Germain, l'un des premiers attentats de la période que l'opinion publique appelle l'Ère des attentats (1892-1894), deux années où de nombreux attentats anarchistes sont commis à Paris . 

L'attentat ne fait pas de morts, ne touche pas le juge Benoît, qui réside au cinquième étage, et blesse une personne. Le juge s'exprime dans le journal bonapartiste L'Autorité quelques jours plus tard, en disant entre autres que la personne condamnée la plus durement l'aurait été à deux ans - selon lui :

« Il est absolument faux, que j’aie jamais reçu, à quelque époque que ce soit, des lettres de menaces. Sans doute, dans les fonctions de juge d’instruction que j’ai exercées jusqu’en 1887, j’ai eu affaire aux anarchistes souvent ; mais je n’ai jamais remarqué qu’aucun d’eux me témoignât une animosité toute spéciale. Depuis, en ma nouvelle qualité de conseiller à la cour d’appel, j’ai dû conduire les débats de plusieurs procès anarchistes, et en particulier, l’an passé, des anarchistes de Saint-Denis [càd de l'affaire de Clichy]. Mais, si vous voulez bien vous rappeler que le jury les a traités de façon très bénigne et que le plus sévèrement condamné des prévenus n’a eu que deux ans de prison, vous ne trouverez sans doute pas que les anarchistes soient fondés à exercer des représailles contre moi. »

### Dernières années et mort
En 1904, il est nommé président de chambre à la cour d'appel de Paris. Il meurt le 27 juin 1909 dans le 11e arrondissement de Paris.